# Copa Ciudad de Valparaíso
La Copa Ciudad de Valparaíso, fue un torneo amistoso de fútbol internacional que se disputó el año 2000 en la ciudad chilena de Valparaíso, contando con la presencia de las selecciones de Australia, Bulgaria, Chile y Eslovaquia. Resultó vencedora la Selección de Chile.

## Única edición
La del año 2000 fue la primera y única edición de la Copa Ciudad de Valparaíso. Todos los encuentros se disputaron en el Estadio Playa Ancha de Valparaíso, resultando campeona la escuadra chilena, la cual era dirigida técnicamente por Nelson Acosta.
Todos los encuentros fueron transmitidos en vivo por el canal de televisión abierta Red Televisión, con relatos de Claudio Palma, comentarios de Eugenio Cornejo y trabajo en cancha de Fernando Galmes y Manuel de Tezanos Pinto.

### Modalidad
El torneo se jugó en una sola rueda de tres fechas, en jornada doble, bajo el sistema de todos contra todos, resultando campeón aquel equipo que acumulase más puntos en la tabla de posiciones.

### Partidos jugados[2]
| 9 de febrero del 2000 | Bulgaria      | 1:0 (0:0) | Eslovaquia | Estadio Playa Ancha, Valparaíso                                       |                                                                       |
|                       | Tchomakov 81' |           |            | Asistencia: 5.000 aproximadamente espectadores Árbitro(s): Pablo Pozo | Asistencia: 5.000 aproximadamente espectadores Árbitro(s): Pablo Pozo |

| 9 de febrero del 2000 | Chile                          | 2:1 (1:1) | Australia  | Estadio Playa Ancha, Valparaíso                                           |                                                                           |
|                       | González 9' · Navia 90' (pen.) |           | Corica 15' | Asistencia: 5.000 aproximadamente espectadores Árbitro(s): Eduardo Gamboa | Asistencia: 5.000 aproximadamente espectadores Árbitro(s): Eduardo Gamboa |

| 12 de febrero del 2000 | Australia | 0:0 (0:0) | Eslovaquia | Estadio Playa Ancha, Valparaíso                                              |  |
|                        |           |           |            | Asistencia: 5.000 aproximadamente espectadores Árbitro(s): Luis Mariano Peña |  |

| 12 de febrero del 2000 | Chile                       | 3:2 (2:1) | Bulgaria                     | Estadio Playa Ancha, Valparaíso                                           |                                                                           |
|                        | Núñez 31', 53' · Sierra 43' |           | Berbatov 41' · S Stoilov 88' | Asistencia: 5.000 aproximadamente espectadores Árbitro(s): Braulio Arenas | Asistencia: 5.000 aproximadamente espectadores Árbitro(s): Braulio Arenas |

| 15 de febrero del 2000 | Australia   | 1:1 (1:0) | Bulgaria   | Estadio Playa Ancha, Valparaíso                                         |                                                                         |
|                        | Agostino 1' |           | Ivanov 87' | Asistencia: 3.000 aproximadamente espectadores Árbitro(s): Rubén Selman | Asistencia: 3.000 aproximadamente espectadores Árbitro(s): Rubén Selman |

| 15 de febrero del 2000 | Chile | 0:2 (0:2) | Eslovaquia             | Estadio Playa Ancha, Valparaíso                                       |                                                                       |
|                        |       |           | Ballis 5' · Smelko 15' | Asistencia: 3.000 aproximadamente espectadores Árbitro(s): Guido Aros | Asistencia: 3.000 aproximadamente espectadores Árbitro(s): Guido Aros |

### Clasificación final
| Equipo     | Pts | PJ | PG | PE | PP | GF | GC | Dif |
| ---------- | --- | -- | -- | -- | -- | -- | -- | --- |
| Chile      | 6   | 3  | 2  | 0  | 1  | 5  | 5  | +0  |
| Eslovaquia | 4   | 3  | 1  | 1  | 1  | 2  | 1  | +1  |
| Bulgaria   | 4   | 3  | 1  | 1  | 1  | 4  | 4  | +0  |
| Australia  | 2   | 3  | 0  | 2  | 1  | 2  | 3  | -1  |

|               |
| Campeón CHILE |

## Palmarés
| Títulos | País  | Años |
| ------- | ----- | ---- |
| 1       | Chile | 2000 |